# PAC418
 (février 2023).
Si vous disposez d'ouvrages ou d'articles de référence ou si vous connaissez des sites web de qualité traitant du thème abordé ici, merci de compléter l'article en donnant les références utiles à sa vérifiabilité et en les liant à la section « Notes et références ».
Le PAC418 est un Socket pour le processeur 64 bits Itanium d'Intel. Lancé en 2001, il a été remplacé par le PAC611 introduit avec l'Itanium 2. 